# 2092
2092 — 2092 рік нашої ери, 92 рік 3 тисячоліття, 92 рік XXI століття, 2 рік 10-го десятиліття XXI століття, 3 рік 2090-х років.

## Очікувані події
• 29 лютого - остання дзеркальна дата в ХХІ столітті

## Вигадані події
- Роман Мері Шеллі «Остання людина» оповідає про смертельну пандемію, яка спалахує в 2092 році.
- Фантастичний персонаж Еллен Ріплі з фільму «Чужий» народилася в 2092 році.
- Фантастичний персонаж «Пан Ніхто» з однойменного фільму прокинувся цього року.